# Miitta Sorvali

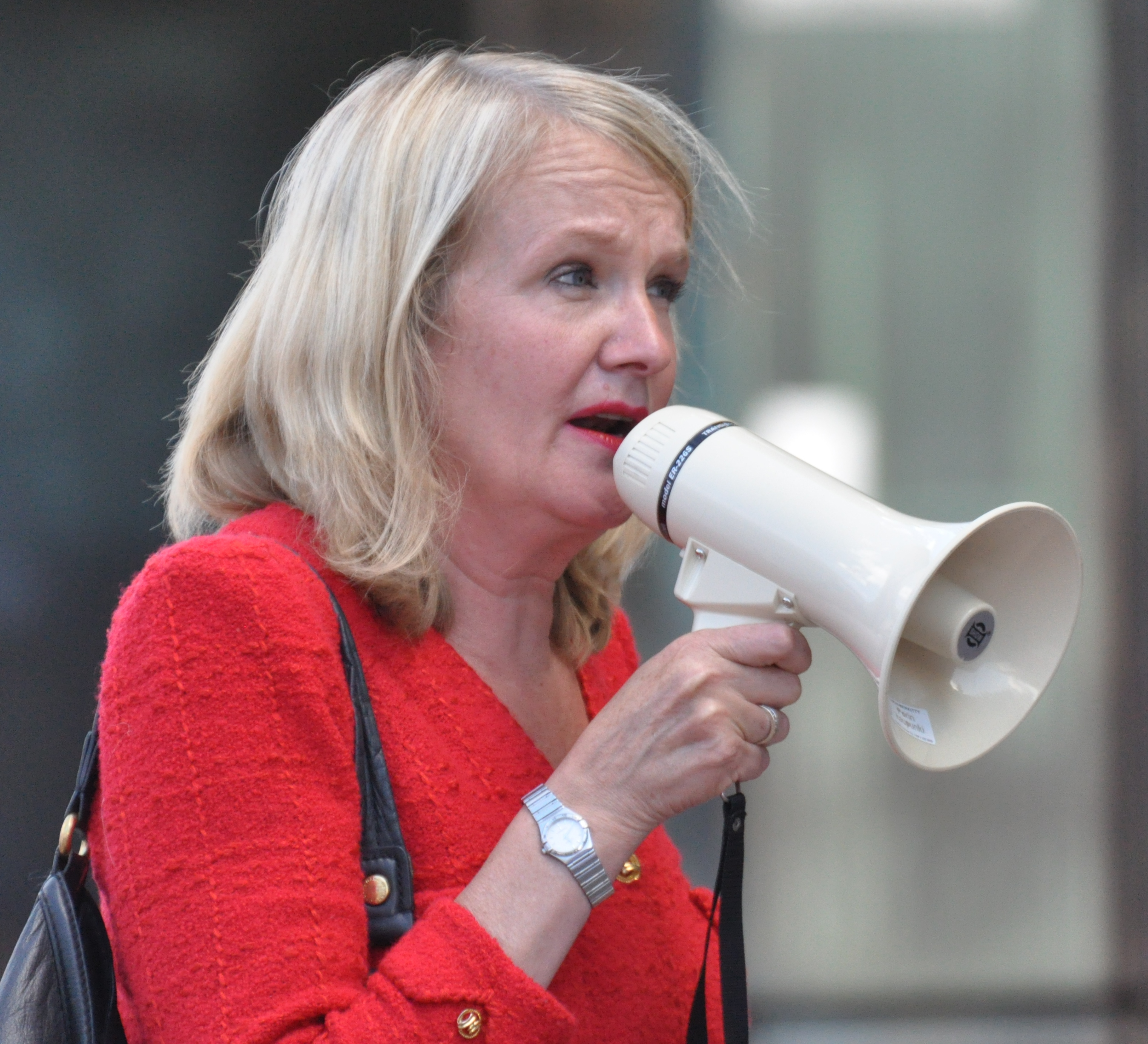
Miitta Sorvali (2011)

Mariitta Sisko Sorvali, geborene Nortia (* 10. Februar 1956 in Kitee) ist eine finnische Schauspielerin.

## Leben
Matti Sorvali wurde als siebte Tochter einer Familie in Kitee geboren. Sie verbrachte ein Jahr als Au-pair in den Vereinigten Staaten. Ihr Schauspielstudium schloss sie 1978 an der Theaterakademie Helsinki ab. Anschließend war sie mehrere Jahrzehnte als Theaterschauspielerin an unterschiedlichen finnischen Theatern tätig.
Ihr Filmdebüt gab Sorvali noch während ihrer Studienzeit in dem von Kalle Pursiainen inszenierten Fernsehdrama Kevään herääminen. Seitdem wirkte sie in über 75 Film- und Fernsehproduktionen mit. So spielte sie in Filmen wie Winterkrieg und Army of Zombies sowie Fernsehserien wie YleLeaks und Puhtaat valkeat lakanat mit. Für ihre Darstellung von Lisas Großmutter  in dem von Miia Tervo inszenierten Liebesfilm Aurora wurde sie 2020 als Beste Nebendarstellerin mit einem Jussi ausgezeichnet.
Sorvali ist seit 1978 mit dem Schauspieler Kari Sorvali verheiratet. Das Paar hat zwei gemeinsame Kinder und zwei Enkel. Ihr Neffe ist der Musiker Tuomas Holopainen.

## Filmografie
- 1977: Kevään herääminen
- 1982: Die eiserne Zeit (Rauta-aika)
- 1987: Hamlet goes Business (Hamlet Liikemaailmassa)
- 1989: Winterkrieg (Talvisota)
- 1991: Army of Zombies (Kuutamosonaatti 2: Kadunlakaisijat)
- 1993–1996: Puhtaat valkeat lakanat (Fernsehserie, 43 Folgen)
- 1997–1998: Nitrokabinetti (Fernsehserie, 27 Folgen)
- 2013–2016: YleLeaks (Fernsehserie, 92 Folgen)
- 2019: Aurora